# Mary Anne MacLeod Trump
Mary Anne Trump (née MacLeod; em gaélico escocês: Màiri Anna Nic Leòid [ˈmaːɾʲɪ ˈan̪ˠa ɲiçkʲ ˈʎɔːtʲ]; 10 de maio de 1912 — 7 de agosto de 2000) foi uma socialite e filantropa escocesa-americana, esposa do incorporador imobiliário Fred Trump e a mãe de Donald Trump, o 45º e 47º presidente dos Estados Unidos. Nascida nas Hébridas Exteriores da Escócia, MacLeod imigrou para os EUA em 1930 e tornou-se cidadã naturalizada em março de 1942. Ela criou cinco filhos com o marido e morou na cidade de Nova Iorque.

## Vida
Nasceu nas Terras Altas e imigrou para Nova Iorque com 50 dólares no bolso em 11 de maio de 1930, onde conheceu Fred Trump e casaram em 1936. Três de suas irmãs já se encontravam nos Estados Unidos. No povoado em que Mary Anne MacLeod vivia, no final da Primeira Guerra Mundial, a maior parte dos homens morreu em um naufrágio e muitas mulheres decidiram imigrar para os Estados Unidos e para o Canadá com a intenção de casar. A sua língua materna era o gaélico escocês, que falava sempre que voltava à sua terra natal.